# 列克什莫澤羅湖

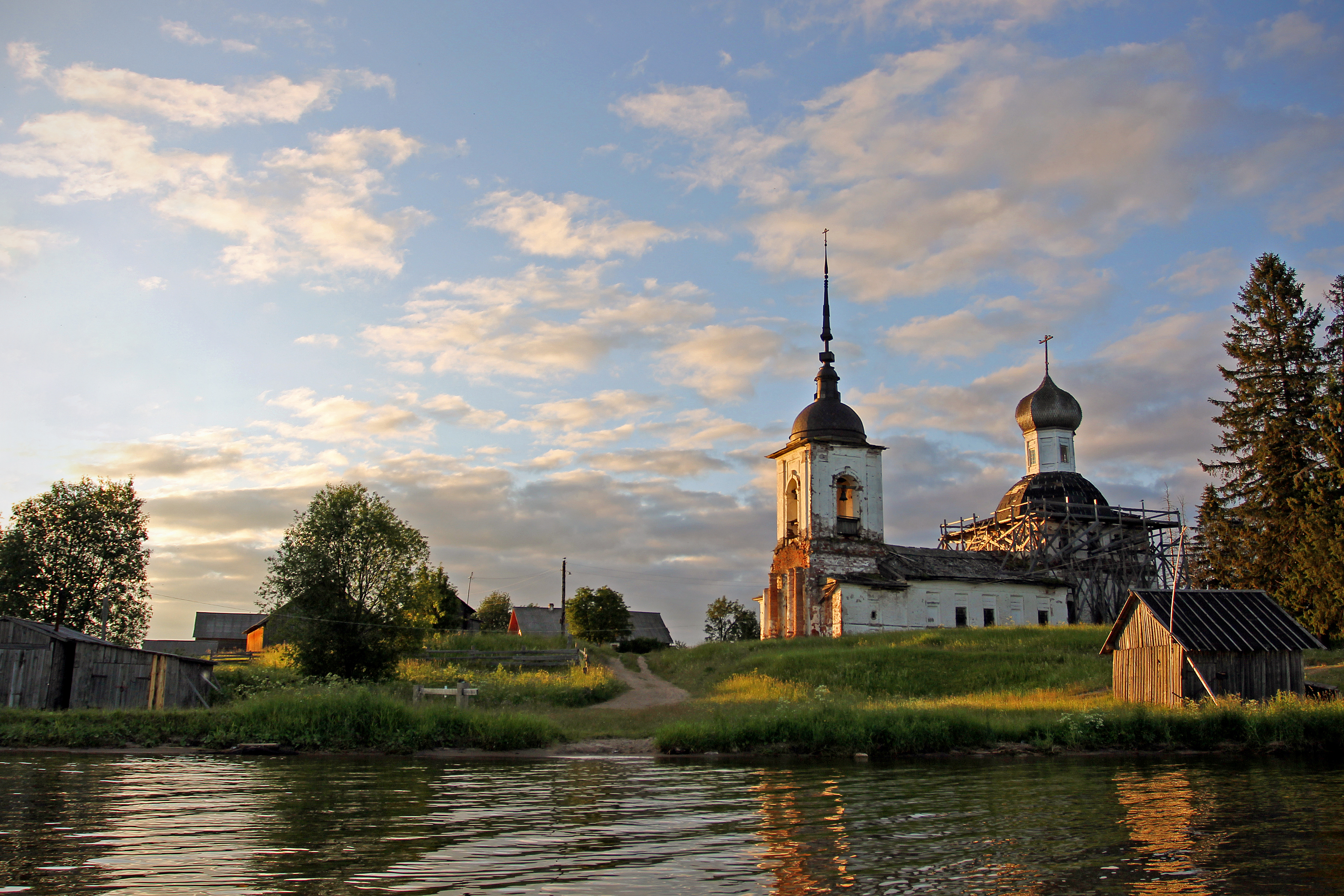
列克什莫泽罗湖

列克什莫澤羅湖是俄羅斯的湖泊，由阿爾漢格爾斯克州負責管轄，長13公里、寬5公里，面積54.4平方公里，流域面積197平方公里，海拔高度158米，最大水深38米。
该湖位于阿尔汉格尔斯克州和卡累利阿共和国边境附近，属于卡尔科诺泽尔斯基国家公园。